# Kurt Hannemann (Politiker)
Kurt Hannemann (* 5. Juni 1923 in Templin; † 8. Juli 2008) war ein deutscher Politiker (CDU). 
Er war 1969 Kultusminister des Landes Schleswig-Holstein. 

## Leben und Beruf
Nach dem Abitur studierte Hannemann, unterbrochen durch Wehrdienst, Rechtswissenschaft und Theologie an den Universitäten in Berlin und Kiel. Er arbeitete von 1954 bis 1969 als Pastor in Leezen und wurde Landeskirchenrat in Kiel. Von 1970 bis zu seiner Pensionierung 1981 war er als Pastor in Bad Oldesloe tätig.

## Politik
Hannemann trat 1955 in die CDU ein und war Mitglied des Kreisvorstandes der Christdemokraten in Bad Segeberg. Am 1. Mai 1969 wurde der politische Seiteneinsteiger überraschend als Kultusminister in die von Ministerpräsident Helmut Lemke geführte Regierung des Landes Schleswig-Holstein berufen. Während seiner Amtszeit geriet er aufgrund der wachsenden Studentenunruhen zunehmend in die Kritik der Öffentlichkeit. Nachdem er einen Herzanfall erlitten hatte, trat er am 2. November 1969 von seinem Ministeramt zurück.